# Amblyraja frerichsi
Amblyraja frerichsi là một loài cá trong họ Rajidae. Loài cá này được tìm thấy ở Argentina, Chile, và Uruguay. Môi trường sinh sống của loài cá này là các vùng biển mở.